# NGC 6242
NGC 6242 је расејано звездано јато у сазвежђу Шкорпија које се налази на NGC листи објеката дубоког неба.
Деклинација објекта је - 39° 28' 1" а ректасцензија 16h 55m 30,6s. Привидна величина (магнитуда) објекта NGC 6242 износи 6,4. NGC 6242 је још познат и под ознакама OCL 1001, ESO 332-SC10.